# ترزا اسلوند
ترزا اسلوند (انگلیسی: Theresa Eslund؛ زادهٔ ۲۰ ژوئیهٔ ۱۹۸۶) بازیکن فوتبال اهل دانمارک است.
از باشگاه‌هایی که در آن بازی کرده‌است می‌توان به باشگاه فوتبال بروندبی اشاره کرد.
وی همچنین در تیم‌های ملی فوتبال Denmark women's national under-17 football team و زنان دانمارک بازی کرده‌است.